# Gornje Rovišće
Gornje Rovišće es una localidad de Croacia en el municipio de Rovišće, condado de Bjelovar-Bilogora.

## Geografía
Se encuentra a una altitud de 138 m s. n. m. a 78 km de la capital nacional, Zagreb.

## Demografía
En el censo 2011 el total de población de la localidad fue de 95 habitantes.
| Gráfica de población de Gornje Rovišće 1857-2011                    |
|                                                                     |
| Según los censos de población de la oficina estadística de Croacia. |